# Walter Silvani
Walter Gustavo Silvani Ríos (Quilmes, Argentina, 11 de mayo de 1971) es un exfutbolista Argentino. Jugaba como delantero.

## Trayectoria

### River Plate (1989-1995)
Debutó oficialmente en River Plate el 13 de septiembre de 1989, en un empate 0-0 frente a Talleres en Córdoba . En aquel partido, correspondiente a la temporada 1989/90, el equipo en aquel entonces dirigido por Mostaza Merlo.
Mientras estuvo en River, el equipo contó con figuras de primer nivel cómo Enzo Francescoli, Medina Bello, Gallardo, "El Burrito" Ortega, Matías Almeyda, Astrada y Hernán Crespo, entre otros, cosechando varios títulos.

### Chile y España (1996-2001)
Había tenido una experiencia fuera de River en 1994, cuando fue dado de préstamo por seis meses a Argentinos de cara al Apertura 1994, pero, en vista de su poca continuidad en el conjunto millonario, decide emigrar para jugar en la U de Chile de cara a la temporada 1996. Entonces, haciendo dupla de ataque con Marcelo Salas, la U juega una gran Libertadores de América. Llegaron a semifinales, donde fueron eliminados, curiosamente, por su exclub River Plate.
Completa una interesante temporada en la que anota 11 goles, por lo que gana su pase al fútbol europeo: es fichado por el Extremadura. Llegó al club de Almendralejo comenzada la segunda vuelta de la temporada 1996-97. Debutó el 11 de enero de 1997 en el encuentro ante el Real Madrid que finalizó 0-0. Para la siguiente temporada ficha con el Salamanca donde de nuevo tiene un paso muy irregular: Jugó 93 partidos y marcó únicamente 16 goles. En la temporada 1999-2000 el equipo descendió a Segunda división.  En España es especialmente recordado por marcar el último gol en la  remontada 4-3, a cinco minutos del final, del Salamanca al Barcelona de Rivaldo, Josep Guardiola y Luís Figo en el Estadio Helmantico, el 5 de enero de 1998 y por su aparatosa e insólita caída a una de las fosas del Estadio Lluís Sitjar del Mallorca.

### Pachuca (2001-2002)
Llegó a México e inició el Invierno 2001 de forma irregular anotando su primer gol en la fecha 7 ante La Piedad, a partir de ese momento encontró el gol anotando 8 tantos más incluyendo un doblete en la jornada 15 contra Chivas en el juego emotivo del centenario de Pachuca. Su equipo calificó a la liguilla donde su aporte goleador fue vital marcando ante Atlante un gol y dos goles a Toluca en semifinal, para llegar a la final enfrentando a Tigres. En el duelo de ida marcó un gol con el que su equipo llevó ventaja de 2-0 a Tigres. En la vuelta Tigres ganaba 1-0 desde el primer tiempo, Pachuca no encontraba la forma de anotar el gol de la tranquilidad por lo que era cuestión de tiempo para que el equipo Universitario empatara el juego; sin embargo, corría el minuto 72, cuando Silvani encontró un balón enviado desde la defensa ante los constantes embates de Tigres, y entre David Oteo y Claudio Suárez bajó el esférico con el pecho y de bote pronto lo conectó levantándolo cerca de medio campo Oscar Dautt que no había recibido ningún tiro a gol durante la parte complementaria. Tarde fue su reacción pues el balón entró y ayudó a Pachuca a sellar el campeonato.
Durante la siguiente temporada, no logró encontrar continuidad. Jugó solo 8 juegos y marcó 3 goles debido a una lesión que sufrió al principio del certamen. Al término del torneo, Pachuca decide retenerlo un año más esperando a que mejorará, pero no fue: en el Apertura 2002 disputó 12 encuentros y anotó sólo 2 goles. Pachuca disputó la liga de campeones de Concacaf donde otra vez ayudó a conseguir el primer título internacional del Pachuca, al ser el autor del gol con que su equipo venció al Morelia en la final del torneo en el estadio Azul.

### Últimos años
Al final del Apertura 2002 de México, es transferido al Al-Sawed de la liga de Emiratos Árabes Unidos.
Retornó a Argentina donde fue contratado por Newell's Old Boys para 2003-2004  Estudiantes en 2004-2005 tampoco tuvo suerte. Finalmente en 2005-2006 es contratado en la Primera División Uruguaya con Liverpool FC, donde solo marcó 3 goles durante un año, campaña tras la cual el club Uruguayo adelantó su retiro definitivo del fútbol.

## Selección nacional
En febrero de 1992, Silvani es convocado  por Alfio Basile a la Selección Olímpica para disputar en Paraguay el torneo clasificatorio a los Juegos Olímpicos de Barcelona de ese mismo año. En el equipo argentino se destacan jugadores de la talla de Diego Simeone, Astrada, Latorre y Mauricio Pochettino.
Tras conseguir buenos resultados en los amistosos de preparación, el equipo generaba admiración y expectativas, a punto tal que la revista El Gráfico lo definió como La banda del gol y el toque (en un juego de palabras con el programa juvenil de TV La banda del Golden Rocket). Pese a eso, el equipo fracasaria al no poder siquiera clasificar a la fase final, quedando en la tercera posición de su grupo.

| Competición                      | Sede     | Resultado    | Partidos | Part. titular | Goles |
| -------------------------------- | -------- | ------------ | -------- | ------------- | ----- |
| Preolímpico Sudamericano de 1992 | Paraguay | Primera fase | 2        | 1             | 0     |

## Estadísticas
| Club | Div.                | Temporada           | Liga  | Liga  | Copas nacionales(1) | Copas nacionales(1) | Torneos internacionales(2) | Torneos internacionales(2) | Otras competiciones(3) | Otras competiciones(3) | Total | Total | Media goleadora(4) |
| Club | Div.                | Temporada           | Part. | Goles | Part.               | Goles               | Part.                      | Goles                      | Part.                  | Goles                  | Part. | Goles | Media goleadora(4) |
| --- | ------------------- | ------------------- | ----- | ----- | ------------------- | ------------------- | -------------------------- | -------------------------- | ---------------------- | ---------------------- | ----- | ----- | ------------------ |
| River Plate Argentina | 1.ª                 |                     |       |       |                     |                     |                            |                            |                        |                        |       |       |                    |
| River Plate Argentina | 1.ª                 | 1989-90             | 9     | 1     | —                   | —                   | 2                          | 0                          | —                      | —                      | 11    | 1     | 0,09               |
| River Plate Argentina | 1.ª                 | 1990-91             | 24    | 6     | —                   | —                   | 5                          | 0                          | 4                      | 1                      | 33    | 7     | 0,21               |
| River Plate Argentina | 1.ª                 | 1991-92             | 25    | 6     | —                   | —                   | 6                          | 0                          | 3                      | 0                      | 34    | 6     | 0,18               |
| River Plate Argentina | 1.ª                 | 1992-93             | 25    | 1     | —                   | —                   | 8                          | 3                          | —                      | —                      | 33    | 4     | 0,12               |
| River Plate Argentina | 1.ª                 | 1993                | 16    | 6     | 9                   | 4                   | 4                          | 2                          | —                      | —                      | 29    | 12    | 0,41               |
| Argentinos Juniors Argentina | 1.ª                 | 1994                | 17    | 7     | —                   | —                   | —                          | —                          | —                      | —                      | 17    | 7     | 0,41               |
| River Plate Argentina | 1.ª                 |                     |       |       |                     |                     |                            |                            |                        |                        |       |       |                    |
| River Plate Argentina | 1.ª                 | 1994-95             | 18    | 3     | —                   | —                   | 5                          | 0                          | —                      | —                      | 23    | 3     | 0,13               |
| River Plate Argentina | 1.ª                 | 1995                | 7     | 1     | —                   | —                   | —                          | —                          | —                      | —                      | 7     | 1     | 0,14               |
| River Plate Argentina | Total club          | Total club          | 124   | 24    | 9                   | 4                   | 30                         | 5                          | 7                      | 1                      | 170   | 34    | 0,20               |
| Universidad de Chile · Chile | 1.ª                 | 1996                | 21    | 9     | 2                   | 1                   | 11                         | 1                          | —                      | —                      | 34    | 11    | 0,32               |
| CF Extremadura · España | 1.ª                 | 1997                | 22    | 7     | 2                   | 2                   | —                          | —                          | —                      | —                      | 24    | 9     | 0,38               |
| UD Salamanca · España | 1.ª                 |                     |       |       |                     |                     |                            |                            |                        |                        |       |       |                    |
| UD Salamanca · España | 1.ª                 | 1997-98             | 29    | 6     | 4                   | 1                   | —                          | —                          | —                      | —                      | 33    | 7     | 0,21               |
| UD Salamanca · España | 1.ª                 | 1998-99             | 31    | 3     | 2                   | 0                   | —                          | —                          | —                      | —                      | 33    | 3     | 0,09               |
| UD Salamanca · España | 2.ª                 | 1999-00             | 27    | 6     | —                   | —                   | —                          | —                          | —                      | —                      | 27    | 6     | 0,22               |
| UD Salamanca · España | 2.ª                 | 2000-01             | 17    | 2     | 1                   | 0                   | —                          | —                          | —                      | —                      | 18    | 2     | 0,11               |
| UD Salamanca · España | Total club          | Total club          | 104   | 17    | 7                   | 1                   | 0                          | 0                          | 0                      | 0                      | 111   | 18    | 0,16               |
| CF Pachuca · México | 1.ª                 |                     |       |       |                     |                     |                            |                            |                        |                        |       |       |                    |
| CF Pachuca · México | 1.ª                 | 2001-02             | 22    | 12    | —                   | —                   | 1                          | 0                          | 6                      | 5                      | 29    | 17    | 0,61               |
| CF Pachuca · México | 1.ª                 | 2002                | 14    | 2     | —                   | —                   | 3                          | 2                          | —                      | —                      | 17    | 4     | 0,21               |
| CF Pachuca · México | Total club          | Total club          | 36    | 14    | 0                   | 0                   | 4                          | 2                          | 6                      | 5                      | 46    | 21    | 0,45               |
| Al-Wasl FC · Emiratos Árabes Unidos | 1.ª                 | 2003                | 6     | 0     | —                   | —                   | —                          | —                          | —                      | —                      | 6     | 0     | 0,00               |
| Newell's Old Boys Argentina | 1.ª                 |                     |       |       |                     |                     |                            |                            |                        |                        |       |       |                    |
| Newell's Old Boys Argentina | 1.ª                 | 2003                | 18    | 6     | —                   | —                   | —                          | —                          | —                      | —                      | 18    | 6     | 0,33               |
| Newell's Old Boys Argentina | 1.ª                 | 2003-04             | 30    | 5     | —                   | —                   | —                          | —                          | —                      | —                      | 30    | 5     | 0,17               |
| Newell's Old Boys Argentina | Total club          | Total club          | 48    | 11    | 0                   | 0                   | 0                          | 0                          | 0                      | 0                      | 48    | 11    | 0,23               |
| Estudiantes LP Argentina | 1.ª                 | 2004                | 10    | 1     | —                   | —                   | —                          | —                          | —                      | —                      | 10    | 1     | 0,10               |
| Liverpool FC · Uruguay | 1.ª                 | 2005                | 9     | 2     | —                   | —                   | —                          | —                          | —                      | —                      | 9     | 2     | 0,22               |
| Total en su carrera | Total en su carrera | Total en su carrera | 397   | 92    | 20                  | 8                   | 45                         | 8                          | 13                     | 6                      | 475   | 114   | 0,24               |
| (1) Las copas nacionales se refiere a la Copa Centenario de la AFA (1993-94); Copa Chile (1995) y a la Copa del Rey (1996-01). (2) Las copas internacionales se refiere a la Copa Libertadores (1989-96); Supercopa Sudamericana (1989-95) y a la Liga de Campeones de la Concacaf (2001-02). (3) Incluye datos de Liguilla pre-Libertadores de Argentina (1991) y Liguilla de Primera División de México (2001-02). (4) Media de goles por encuentro. No incluye goles en partidos amistosos. |                     |                     |       |       |                     |                     |                            |                            |                        |                        |       |       |                    |

## Palmarés

### Campeonatos nacionales
| Título           | Club        | País      | Año     |
| ---------------- | ----------- | --------- | ------- |
| Primera División | River Plate | Argentina | 1989/90 |
| Primera División | River Plate | Argentina | A-1991  |
| Primera División | River Plate | Argentina | A-1993  |
| Primera División | River Plate | Argentina | A-1994  |
| Primera División | CF Pachuca  | México    | I-2001  |

### Campeonatos internacionales
| Título                           | Club       | Sede      | Año  |
| -------------------------------- | ---------- | --------- | ---- |
| Copa de Campeones de la Concacaf | CF Pachuca | México DF | 2002 |